# ごきぶりポーカー
ごきぶりポーカー（ドイツ語: Kakerlakenpoker）とは、ドイツの玩具メーカー、ドライ・マギアが2004年から発売しているカードゲームである。ジャック・ゼメ制作。日本ではメビウスゲームズから販売されている。プレイ人数は2 - 6人。プレイ時間は約20分。対象年齢は8歳以上。
8種類の「嫌われ者」の動物や害虫（ゴキブリ、ネズミ、コウモリ、ハエ、カエル、クモ、サソリ、カメムシ）が描かれたカードを押し付けあうゲーム。ブラフやポーカーフェイスなどの心理的要素が重要となる。

## ルール

### ゲームの準備
- 全てのカードを、全員が同じ枚数となる範囲で配る。5人なら各12枚ずつ、6人なら各10枚ずつ。これは、手札の数が出題（後述）できる回数（言い換えると親となれる回数）であり、手札の少ない方が不利だからである。配り切らずに余ったカードはゲームでは使わないため、邪魔にならないところによけておく。
  - 配る枚数は、プレイ時間短縮のため適宜減らしてもよい。減らした方が、同じ種類のカードが出切っている状況を低減できるためゲーム性が上がる。なお、各動物のカードは8枚ずつあり、計64枚である。
- 適当な方法で、最初のプレイの親を決める。親は最初の出題者となり、手札が他プレイヤーより一枚少ない状態から始まり若干不利となるため、カードが余っているなら一枚与えてもよい。

### ゲームの進行
- 親は適当なプレイヤーを1人選び、手元のカードから1枚、絵柄を宣言しながら（例えば「このカードはゴキブリです。」）伏せた状態で渡す。この時、宣言する絵柄は真実でも嘘でも構わない（例えば「このカードはゴキブリです。」と宣言しながらサソリのカードを渡すこともできる）。以下、出題者と呼ぶ。
- 伏せたカードを渡されたプレイヤー（以下、回答者と呼ぶ）は、「渡されたカードの真偽判定を行う」か、勝負を避けて別のプレイヤーに対して同様に出題するかのどちらかを行う。
  - 渡されたカードの真偽判定を行う場合、直前の宣言が正しいかどうか宣言してから（例えば「これは本当にゴキブリです。」あるいは「これはゴキブリではありません。」）カードを表にする。
    - 判断が正解であれば（出題者の嘘を見破った、あるいは本当のことを言っている出題に本当だと答えた）、カードは出題者（直前に宣言をしたプレイヤー）の前に表にして置かれる。
    - 判断が間違いであれば（嘘なのに本当だと答えた、あるいは本当なのに嘘だと答えた）、カードは回答者の前に表にして置かれる。

  - 勝負を避ける場合、そのカードを出題した以外のプレイヤーを1人選び、同様にカードの絵柄を宣言しながら伏せた状態で渡す。この時点で、新たにカードの絵柄を宣言したプレイヤーが出題者となり、前の出題者はカードの押し付け合いとは関係がなくなる。
    - 出題する前に、カードの絵柄を（自分にだけ見えるように）見て、出題が本当だったのかを確認してもよい。カードの絵柄を確認した上、前の出題者のとおりに宣言するのも（「ゴキブリでした」）、違う絵柄を宣言しても（「ゴキブリではなくカメムシでした」）、もちろん本当のことを言うのも自由である。賭けになるが、顔に出るのを防止するために敢えてカードの絵柄を確認しないまま他のプレイヤーにカードを回すのもルール違反ではない。
    - 同一ターンでは、一度カードの絵柄を出題したプレイヤーには再度出題することができない（出題時にカードを見て真実を知っているため）。カードが巡り続け、最後にカードの絵柄を出題された（自分以外にカードの絵柄を出題していないプレイヤーがいない）プレイヤーは、カードを別のプレイヤーに回すことは出来ず、必ず出題の真偽を回答しなくてはならない。
- カードを押し付けられたプレイヤーが新たな親となり、#ゲームの終了までこれを繰り返す。

### ゲームの終了
一人のプレイヤーが以下のどれかの状態となった時点で、そのプレイヤーは敗北し、それ以外のプレイヤーは全員勝者となる。
- 押し付けられた動物カードの内、同じ動物のカードが8枚中4枚揃った。
- 押し付けられた動物カードが、8種類全て揃った。[要出典]
- 手元のカードが全て無くなった。手札が無くなった時点ではプレイを続行できるが、手札が無くなった状態でカードの押し付け合いに負けると、次の出題が不能となるため敗北となる。

ゲームを続ける場合、負けたプレイヤーが次のゲームでの最初の親となる。